# ぐるりのこと。
『ぐるりのこと。』（英題：All Around Us）は、2008年6月7日に公開された日本映画。ビターズ・エンド配給。
一組の夫婦を主人公に、生まれたばかりの子供の死を乗り越える10年の軌跡を描いた1990年代が舞台の感動ドラマ。「ぐるり」とは、人の身の回りで起こる様々な出来事を指す。なお、木村多江、リリー・フランキーともに、映画初主演作品となる。
キャッチフレーズは、「めんどうくさいけど、いとおしい。いろいろあるけど、一緒にいたい。」

## ストーリー
1993年、小さな出版社に勤める妻・翔子と生活力に乏しい夫・カナオは第一子の誕生を控え幸せな日々を送っていた。カナオは日本画家を目指す傍ら法廷画家の職を得る。その後第一子の死去という悲劇に見舞われた夫婦のうち、翔子は次第にうつに陥っていく。そんな翔子を静かに見守るカナオは、法廷画家という職について法廷に通ううちに東京・埼玉連続幼女誘拐殺人事件、地下鉄サリン事件といったさまざまな事件の公判を傍聴する。時代の変化の中で二人の夫婦は夫婦の絆を深めていく。

## 出演
翔子（佐藤翔子）
演 - 木村多江
明朗快活な性格でしっかりもの。出版社勤務。夫との夜の営みには積極的で、週3回すると決めていてカレンダーに印をつけている。学生時代はカナオと同じく日本画をやっていた。新しい命を育みながら仕事もプライベートも充実した日々を過ごすが、赤ん坊が死んでしまったことでうつ状態になってしまう。
カナオ（佐藤金男）
演 - リリー・フランキー
翔子の夫。翔子とは対照的でマイペースでルーズな性格。翔子とは同い年で、学生時代から付き合いだして結婚。女好きで知り会った若い女性などに率先して話しかける。美大で日本画をやっていたことから先輩に依頼されて法廷画家の仕事と、絵画教室で絵の描き方を教え始める。元々は靴屋で働いて生活費を稼いでいた。

### 翔子の親族
吉田波子
演 - 倍賞美津子
翔子の母。だらしない性格でうだつがあがらないカナオとの夫婦生活を心配している。夫はおらず、女手１人で翔子たちを育てた。喘息持ちで動物が苦手、ただし喫煙者。自宅の一室に水の入った大きなかめ『天水さま』なるものを置いている。
吉田勝利
演 - 寺島進
翔子の兄。不動産業者で働く。羽振りがいいのか金色の腕時計やアクセサリーを身に着けている。口は悪いが本人なりに妹のことを心配している。後に不景気の煽りを食って経営に困る。
吉田雅子
演 - 安藤玉恵
翔子の義姉。がさつな行動と周りの人の気持を考えないテキトーな発言や軽はずみなことを言う性格。この性格のせいで波子との嫁姑の関係はあまり良くない。わんぱくな二人の男の子の母。
吉田のりふみ
翔子の父。過去に翔子たち家族を捨てて、他所の女と蒸発した。ちなみに昔野球選手だったらしく、とんかつ屋の主人が彼のファンで写真・手形付きサイン色紙が店に飾ってある。

### 翔子の関係者
和久井寛人
演 - 温水洋一
翔子が勤める出版社の上司。気弱な性格で、社内で揉め事が起きると手をこまねいてあまり頼りにならない。過去に本屋の店長を10年以上やっていた。
生方圭子
演 - 峯村リエ
翔子が勤める出版社の同僚。翔子とはプライベートでマッサージに訪れるなど仲が良い。結婚願望はあるもののなかなかいい出会いがなく独身。
小久保健二
演 - 山中崇
翔子が勤める出版社の部下。ある日自身のせいでトラブルを起こしてしまうが、注意した翔子に反抗的な態度を取る。
庵主
演 - 高橋かすみ
翔子が後に訪れる寺のベテラン住職。翔子が若い頃に日本画を描いていたことを知り、寺の天井画を描いてほしいと依頼する。

### カナオの関係者
夏目先輩（カナオの先輩）
演 - 木村祐一
日東テレビの美術のチーフスタッフを担当。カナオに法廷画家の仕事を持ちかける。
内田（カナオの友人）
演 - 佐藤二朗
カナオと翔子が引っ越した時に新婚の奥さん（演：内田慈）と共に手伝いに来る。
富田（カナオの友人）
演 - 田中要次
カナオたちと鍋をつつきながら会話で盛り上がる。下ネタ好き。

### カナオの仕事関係
安田邦正
演 - 柄本明
ベテランの報道担当。裁判傍聴に不慣れなカナオに手短に仕事を説明する。ぶっきらぼうな性格。作中では時々仕事場の同僚たちに自身が作ったカレーを食べさせる『カレーの会』を行っている。
諸井康文
演 - 八嶋智人
日東テレビの報道スタッフ。一見明るく人当たり良さそうな性格だが、話しかけた相手から自身が期待した反応と違う場合、舌打ちをしたり露骨に不機嫌な表情を浮かべる。
奸原聡（記者）
演 - 山中聡
日東テレビの裁判を担当する報道記者。
吉住栄一
演 - 寺田農
法廷画家。やや無愛想で気難しくクセのある人物だが、打ち解けると結構話好きな性格。元は新聞の風刺漫画を描いていた。ベルトに個性的なバックルをつけている。
橋本浩二
演 - 斎藤洋介
法廷画家。初めて会ったカナオにもらえるギャラのことを仕切りに尋ねる。元イラストレーター。
佐古田征二
演 - 春海四方
法廷画家。元警察官で似顔絵を描いていた。普段はカツラを被っている。
梶山栄子
演 - 菊池亜希子
新人の法廷画家。カナオが法廷画家になった数年後に入ってくる。大間の言動や裁判での仕組みなど腑に落ちないことに立腹する。

### 作中で扱われる裁判の関係者
倉持事件の裁判長
演 - 志賀廣太郎
被告人・倉持に判決を言い渡す。落ち着いたトーンで話す。
田中ツヨシ
演 - 加瀬亮
幼女誘拐殺人事件の被告人。自らが犯した重大な事件を他人事のように不真面目な態度で証言する。尋ねられたことには即答するものの、無感情でとらえどころがない性格。
幼女誘拐殺人事件の弁護士
演 - 光石研
ツヨシの弁護士。元々の性格なのか、扱う事件の内容が異常なためかツヨシを刺激しないように感情を抑えながら質問する。反省の色が見えない発言をするツヨシの弁護に手間取る。
売春事件の裁判長
演 - 田辺誠一
素っ気ないものの言い方が特徴。
佐伯志津子
演 - 新屋英子
売春事件証人。自身が経営する店でカタコトの日本語を話す外国人女性を雇っている老女。歳の割に派手な服とメイクをしている。まっとうな商売をしていると主張する。
小山悦子
演 - 片岡礼子
園児殺人事件の被告人。ママ友の子供(園児)を殺した被告人。暗く薄幸そうな見た目に消え入りそうな小さい声で話す。
資産家の母親
演 - 横山めぐみ
園児殺人事件の遺族、及び証人。証言中に被告人のことを見下すような発言をしたり、名前を口に出すのも不快らしく被告人を「あれ」呼ばわりする。
大間真治
演 - 新井浩文
小学児童殺傷事件の被告人。反省や謝罪をする気は全く無く、遺族や自身の家族を侮辱するような発言をする。

### その他
畑山太郎
演 - 上田耕一
勢いがある不動産会社社長。詳しくは不明だが、波子たち家族と親しい間柄らしくこれまでに吉田家を何かと支援している。勝利が会社を独立する時に世話になったため、頭が上がらない存在となっている。
とんかつ屋の息子
演 - 黒田大輔
足が悪い父親とともにとんかつ屋『八千代』で働いている。勝利によると彼がとんかつなどを作るようになってから味が落ちたとのこと。
隣人
演 - 江口のりこ
翔子とカナオが引っ越した後の同じアパートの住人(隣の部屋か下の部屋かは不明)。ある時夫妻が大きな音を立てた時に苦情を言いに押しかける。普段はバイクに乗っている。
マッサージ師
演 - 菅原大吉
冒頭で客として訪れた翔子を担当した。帰りが遅くなった時に妻から浮気をしていないかチェックされるとのこと。

## スタッフ
- 原作・監督・脚本・編集：橋口亮輔
- 企画：山上徹二郎
- 製作：山上徹二郎・大和田廣樹・定井勇二・久松猛朗・宮下昌幸・安永義郎
- 撮影：上野彰吾
- 照明：矢部一男
- 録音：小川武
- 美術：磯見俊裕
- 衣裳：小川久美子
- 助監督：兼重淳
- 音楽：Akeboshi
- 音楽プロデューサー：北原京子
- 主題歌：Akeboshi「Peruna」（エピックレコードジャパン）
- 製作委員会メンバー：シグロ、ビターズ･エンド、衛星劇場、アミューズソフトエンタテインメント、博報堂DYメディアパートナーズ
- 製作プロダクション：シグロ

## 受賞歴
- 第23回高崎映画祭：最優秀作品賞、最優秀主演女優賞
- 第51回ブルーリボン賞：主演女優賞、新人賞
- 第63回毎日映画コンクール：日本映画優秀賞、脚本賞[1]
- 第32回日本アカデミー賞：最優秀主演女優賞[2]
- 第13回日本インターネット映画大賞：主演女優賞
- 第18回東京スポーツ映画大賞：主演女優賞
- 第33回報知映画賞：監督賞
- 第32回山路ふみ子映画賞：山路ふみ子映画賞
- 第18回日本映画批評家大賞：新人男優賞[3]
- 映画館大賞「映画館スタッフが選ぶ、2008年に最もスクリーンで輝いた映画」第2位